# Santiago Tejera y Ossavarry
Santiago Tejera y Ossavarry (Las Palmas de Gran Canària, 1852 - 7 de desembre de 1936) fou un compositor i autor dramàtic espanyol.
Estudià en el Seminari d'aquell arxipèlag, sota la direcció dels religiosos Jesuïtes. Fou un músic precoç, perquè als catorze anys ja va compondre la seva primera Missa a gran orquestra, que estrenà en la Catedral. Als divuit fou nomenat director de la Banda del Batalló de Milícies. Anys més tard anà a Madrid a fer oposicions a músics majors de l'Exèrcit i aconseguí el número 1. Com que tardava a crear-se el regiment d'Infanteria de Las Palmas i no volia sortir de la seva terra, demanà l'excedència.
Era segon organista de la Catedral i passà a ocupar la vacant del primer, en morir el titular i fet renuncia els dos sacerdots que succeïren a aquest. Vers els anys 1892-1894, solia anar tots els hiverns a Las Palmas un senyor francès que es deia era comissionista i aficionat a la música. Feu amistat amb l'organista canari, i sovint l'acompanyà junt a l'orgue durant els oficis. Li'n donava temes melòdics a Tejera perquè aquest els desenvolupes en els ofertoris. El mestre Tejera, repentista inspiradíssim, que mai posà un paper en el faristol, desenvolupava aquells temes, matisant-los amb rara mestria. En estrenar-se a París l'òpera Enric VIII i arribar a Las Palmas una revista il·lustrada francesa amb fotogravats de l'estrena i el retrat de l'autor, Camille Saint-Saëns, es descobrí que el comissionista Charles Sannois, amic de Tejera i tant aficionat a l'orgue, era ni més ni menys que aquell eminent compositor, considerat en la seva època com el primer organista del món.

El nomenaren fill adoptiu de la capital canària, i en ocasió d'invitar-lo el Capítol catedralici perquè donés un concert d'orgue, en ensenyar-li el tresor artístic de la basílica, com que els capitulars li mostressin la gran llàntia del creuer, dient-li que era de plata massissa, Saint-Saëns contestà:
| « | <Si, si però vostès tenen un organista d'or.> | » |

Per indicació de l'insigne músic francès, Tejera posà mans en la tasca de portar al teatre les costums populars i els temes folklòrics musicals d'aquelles Illes.
El 22 d'abril de 1902 s'estrena en el Teatre Principal de Las Palmas un drama líric de la vida camperola, titulada Folias tristes, executat per joves d'ambdós sexes pertanyents a la Sociedad Filarmónica i que constituí un esdeveniment sense igual en els annals artístics de Canàries. En anys successius va compondre la lletra i la música de La hija del Mestre, de costums dels pescadors; Navidades, sarsuela de costums dels temps isabelins, i El indiano, comèdia humorística musicada, totes també en tres actes i estrenades amb èxit. La labor del mestre Tejera fou copiosa: més de 200 marxes triomfals i fúnebres per a banda; les simfonies Por mi patria y para mi patria i La afortunada, per a orquestra, premiades amb medalla de plata per la Sociedad de Amigos del País, que també li concedí una medalla d'or per les seves obres teatrals.
Home pietós, són incomptables les seves composicions religioses. Un Miserere, un Stabat Mater a gran orquestra, misses, pregàries, cançons de maig i eucarístiques, lletanies, motets, himnes en les que, amb senzillesa harmònica, brilla la seva original inspiració, per què l'aïllament de l'autor en terra nadiua, que mai va voler abandonar, dona a tota la seva obra un caràcter molt personal, sense influències exòtiques.
Deixà inèdites diverses composicions folklòriques:
- El cambullonero,
- Parranda
- Serenata canaria,
- El canto del Boyero,
- La mantilla canaria,
- El repique de la catedral, etc.

Per acabar, en la seva Rapsòdia canària resten recollits tots els cants populars de l'arxipèlag.